# 地虫硫磷
地虫硫磷（或称为地虫磷）是一种有机化合物，化学式C10H15OPS2，属于有机磷杀虫剂，主要用于玉米，毒性极大，被美国环境保护局（EPA）列入极度危险物质列表。